# فرودگاه ژنرال خوزه د سان مارتین لیبرتادور
فرودگاه ژنرال خوزه د سان مارتین لیبرتادور (به انگلیسی: Libertador General José de San Martín Airport) (به زبان بومی: Aeropuerto de Posadas "Libertador General San Martín") یک فرودگاه همگانی و نظامی مسافربری با کد یاتا PSS است که یک باند فرود آسفالت دارد و طول باند آن ۲۲۰۰ متر است. این فرودگاه در کشور آرژانتین قرار دارد و در ارتفاع ۱۳۱ متری از سطح دریا واقع شده‌است.

## شرکت‌های هواپیمایی و مقصدهای پروازی
| شرکت‌های هواپیمایی                                      | مقصدهای پروازی        |
| ------------------------------------------------------ | --------------------- |
| ارولینیاس آرژانتیناس                                   | محله هوایی یورگ نوبری |
| Aerolíneas Argentinas Operated by اوسترال لینئاس آئراس | محله هوایی یورگ نوبری |